# جکرابیت هاوس (آریزونا)
جکرابیت هاوس (به انگلیسی: Jackrabbit House) یک منطقهٔ مسکونی در ایالات متحده آمریکا است که در آریزونا واقع شده‌است. جکرابیت هاوس ۴۷۰ متر بالاتر از سطح دریا واقع شده‌است.